# 黒羽根忠雄
黒羽根 忠雄（くろばね ただお、1909年〈明治42年〉10月5日 - 没年不明）は、日本の医学者、内科医。医学博士（東京慈恵会医科大学）。元・黒羽根内科医院院長。山形県鶴岡市出身。

## 人物
貧しい人からは診療料金を取らない事で知られ、通称は「赤ひげ先生」であった。
東京医学専門学校（現・東京医科大学）を卒業後、東京慈恵会医科大学で大脳生理や条件反射学総説大脳感応現象の研究をした。

## 略歴

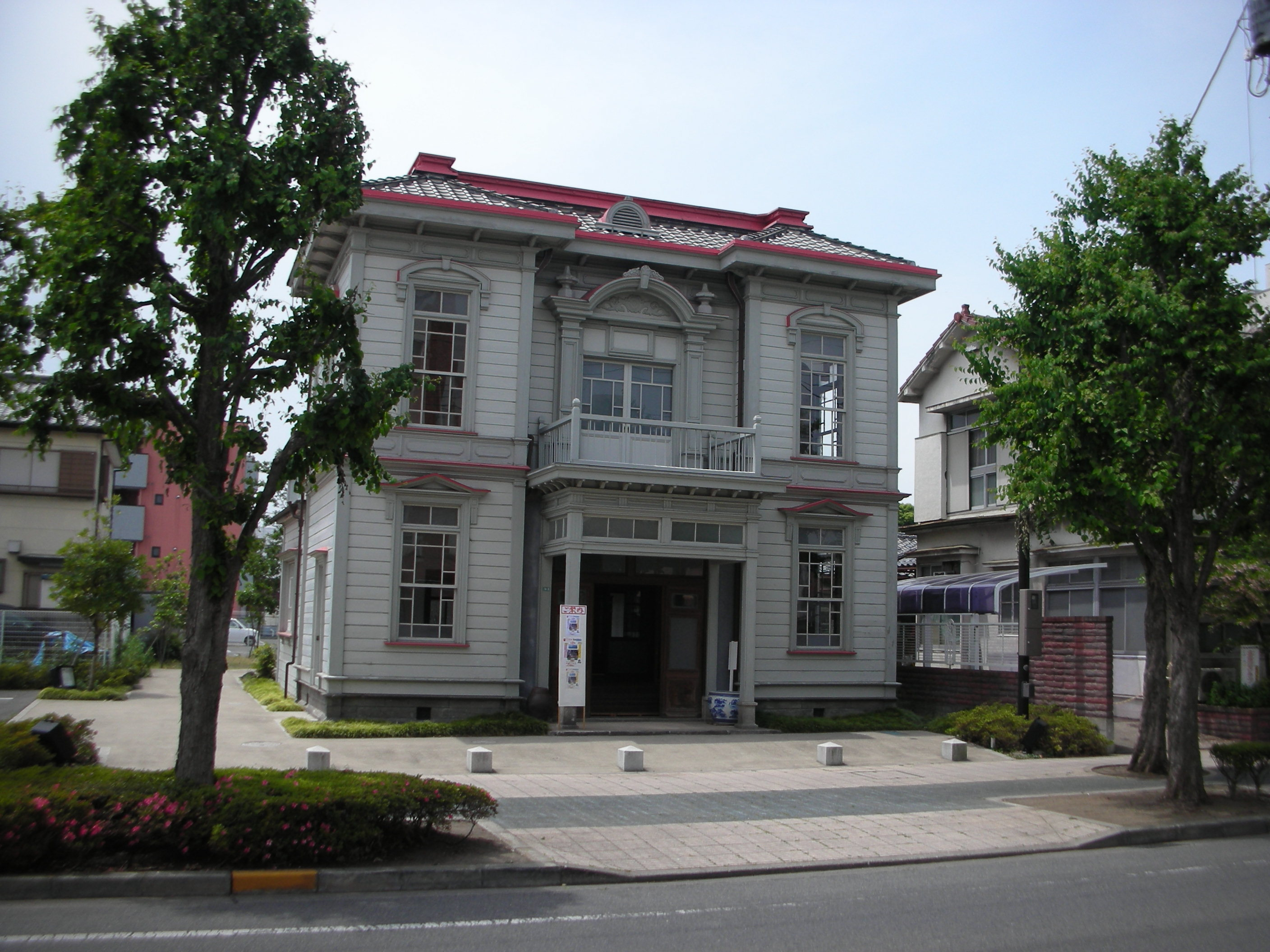
伊勢崎市黒羽根内科医院旧館
（現：いせさき明治館）

- 1909年10月5日、海軍軍人の黒羽根秀雄の長男として山形県鶴岡市に生まれる。
- 1934年、東京医学専門学校（現・東京医科大学）を卒業。
  - 東京医科大学附属淀橋病院で助手を務め、東京慈恵会医科大学で大脳生理等の研究をする。
- 1940年10月23日、医学博士号（東京慈恵会医科大学）取得。
- 1942年8月1日、伊勢崎市宮本町（現・三光町）内科医院を開業。
- 1947年、この頃、伊勢崎市本町にある旧今村医院（現・伊勢崎市指定重要文化財）の建物を購入し、黒羽根内科医院を開設[2]。
- 没年不明 - 故人。
- 2021年10月31日、黒羽根内科医院閉院[3]。

## 博士論文
- 1940年（昭和15年）10月23日 - 『条件反射の研究 -陽性感応現象の研究-』

## 家族親族
- 高祖父：大山北李 - 庄内藩士、絵師、葛飾北斎の弟子
- 曾祖伯父（北李・長男）：大山庄太夫 - 庄内藩士、留守居役
- 従伯父：服部五老 - 南画家
- 従叔父：松平穆堂 - 書家
- 祖父：黒羽根此面 - 黒羽根家始祖、檀所院院主
- 再従兄弟：服部二柳 - 南画家
- 再従兄弟：齋藤真成 - 真正極楽寺（真如堂）第53世貫主、洋画家、元京都教育大学教授
- 父：黒羽根秀雄 - 海軍大佐、防護巡洋艦「対馬」艦長
- 弟：黒羽根節雄 - 医師
- 甥（節雄・次男）：黒羽根洋司 - 整形外科医、エッセイスト

## 参考資料
- 1999年（平成11年） - 『懐かしき人々 - 父の父たちの物語 - 』 黒羽根洋司（著）